# 戈维尔伯蒂
戈维尔伯蒂（Kovilpatti）是印度泰米尔纳德邦Toothukudi县的一个城镇。总人口87458（2001年）。

## 人口
该地2001年总人口87458人，其中男性43046人，女性44412人；0—6岁人口9194人，其中男4636人，女4558人；识字率75.97%，其中男性为82.11%，女性为70.01%。